# توماس إي. فيتزباتريك
توماس إي. فيتزباتريك هو قاضي ومحامي وسياسي أمريكي، ولد في 20 سبتمبر 1850 في مقاطعة فلويد في الولايات المتحدة، وتوفي في 21 يناير 1906 في فرانكفورت في الولايات المتحدة. نشط حزبياً في الحزب الديمقراطي. وقد انتخب عضو مجلس النواب الأمريكي ‏.